# Луисбург (Канзас)
Луисбург (енгл. Louisburg) град је у америчкој савезној држави Канзас.

## Демографија
По попису из 2010. године број становника је 4.315, што је 1.739 (67,5%) становника више него 2000. године.
| Група             | 2000.         | 2010.         |
| Белци             | 2.507 (97,3%) | 4.069 (94,3%) |
| Афроамериканци    | 8 (0,3%)      | 18 (0,4%)     |
| Азијати           | 2 (0,1%)      | 12 (0,3%)     |
| Хиспаноамериканци | 27 (1,0%)     | 142 (3,3%)    |
| Укупно            | 2.576         | 4.315         |